# Jean Roche (recteur)
Pour les articles homonymes, voir Jean Roche (homonymie) et Roche (homonymie).
Jean Roche est un médecin connu pour de nombreux travaux sur la biochimie et ses aspects physiologiques et médicaux, en particulier des études sur les hormones thyroïdiennes, les pigments respiratoires, les protéines les enzymes et l'ossification. Il a été Recteur de l'Université de Paris de 1961 à 1969, au moment de Mai 68.

## Biographie

### Jeunesse
Né le 14 janvier 1901 à Sorgues, dans le Vaucluse, il est issu d'une famille de la région et du Dauphiné et qui comprenait plusieurs générations, de médecins, d'économistes et de fonctionnaires. 

### Formation
Il a commencé ses études au lycée d'Avignon, avant de se rendre aux universités de Montpellier et Strasbourg. Docteur en médecine en 1925, il devient chef de travaux de chimie-biologie à la faculté de médecine de Strasbourg, aux côtés de Maurice Nicloux, où il restera jusqu'en 1930. Cette expérience lui ouvre les portes de laboratoires étrangers renommés : Sörensen à l'Institut Carlsberg, William Hardy à Cambridge, Harden et Robinson à Londres. Puis il est reçu premier au concours d'agrégation des facultés de médecine de Lyon et de Marseille.
En 1936, il fut reçu docteur ès sciences et se voit nommé à la chaire de chimie-biologie de la faculté de médecine et de pharmacie de Marseille, tout en décrochant l'année suivante, le diplôme de pharmacien puis entre au laboratoire de biochimie comparée de l'École pratique des hautes études.

### Carrière académique
En 1947, il prend la chaire de biochimie générale et comparée au Collège de France puis devient docteur honoris causa de plusieurs universités étrangères, après ses travaux sur la biochimie et ses aspects physiologiques et médicaux, dont les plus connus ont été reconnus sur les hormones thyroïdiennes, sur les pigments respiratoires, les protéines les enzymes et l'ossification. Elu membre de l'Académie de Médecine en 1954, il intègre l'Académie des Sciences en 1963.
En 1961, il est appelé par le Général de Gaulle au poste de Recteur de l'Université de Paris sept ans avant Mai 68. 

### Mai 68
Au cours de Mai 68, il se retrouve au cœur des événements. Le 2 mai, alors que 300 étudiants ont réquisitionné un amphithéâtre pour une projection de films sur le Vietnam, refusant de céder la place quand le professeur d'histoire, René Rémond arrive à 15 heures. Jean Roche doit se rendre de La Sorbonne, mandaté d'urgence par le ministre Alain Peyrefitte et à 19 heures, le doyen Pierre Grappin ferme l'Université de Nanterre, comme les 29 et 30 mars. Le lendemain sera encore plus agité. 
Dans la cour de la Sorbonne à Paris, environ 150 jeunes tiennent meeting, dont une vingtaine casqués et munis de barres en bois provenant de tables et chaises. À 15 h 35, le commissaire du Ve arrondissement reçoit l'ordre d'expulser les étudiants Selon certaines sources la décision aurait été prise par le recteur, en l'absence du secrétaire général de La Sorbonne, qui avait l'habitude de discuter avec les contestataires et selon d'autres le recteur ne l'a prise qu'après avoir obtenu le feu vert du ministre de l'Education, qui en a discuté avec celui de l'Intérieur, et a ensuite donné un ordre écrit au préfet de police Maurice Grimaud, comme celui-ci le demandait.
À 16 h 40, après une heure de discussions avec les étudiants, dans un calme étrange, et d'appels téléphoniques entre les différents ministères, la police laisse sortir les filles mais pousse les garçons vers des fourgons de police, au motif effectuer un contrôle d'identité au commissariat.
Après les violences policières qui ont suivi l'arrestation de dizaines d'étudiants le 3 mai. Dans la matinée du lendemain, il reçoit les professeurs et maîtres de conférence Chevalley, Devillers, Dixmier, Krivine, Lacombe, Malgrange, Motchane et Schwartz, des Facultés des Sciences de Paris et Orsay, qui condamnent l'intervention de la police la veille autour de la Sorbonne. Vingt professeurs des facultés des sciences de Paris et Orsay signent ensuite un texte condamnant la répression.
Au cours du week-end, 11 étudiants sont condamnés à de la prison au cours de procédures expéditives. Le samedi 4 mai, sept, dont une fille, sont condamnés à des peines de prison avec sursis par la 10ème chambre du tribunal correctionnel de Paris, pour avoir été interpellé près de Nanterre avec des manches de hâche ou des boulons, et le dimanche 5 mai le tribunal siège un dimanche ce qui « ne s'était pas vu depuis fort longtemps ». Quatre manifestants qui avaient été arrêtés lors de l'émeute du 3 mai au soir sont condamnés à deux mois de prison ferme: Marc Lemaire (aide-chimiste), Jean Clément (licencié en lettres), Guy Marnat Damez (étudiant en kinésie) et Yves Lescroart (étudiant à l'Institut d'art et d'archéologie) . Aucun des quatre n'avaient d'activité politique et ils ont démenti les faits reprochés. Ces condamnations déclenchent immédiatement de l'UNEF un appel à manifester le lendemain, le lundi 6 mai. Au cours de leur procès, Roger Grosperrin, sous-directeur à la préfecture de police de Paris, a déclaré que la décision de non seulement expulser les étudiants mais aussi les enmener dans des cars jusqu'à des commissariats était un ordre.
Le vendredi suivant, au cours de la Nuit des barricades, il est à nouveau mis à contribution pour trouver une solution. À 22 h 05, il publie un communiqué qui propose de recevoir les représentants des étudiants. L'information est répétée à minuit, en précisant qu'il a téléphoné à Alain Peyrefitte, son ministre de tutelle, et accueille une délégation de trois étudiants, composée aussi de trois professeurs, Jean-Loup Motchane, de la Faculté des sciences de Paris, Paul Lacombe, de celle d'Orsay et Paul Bacquet, de la Sorbonne.

### Dernières années
Officier de la Légion d'honneur, il est décédé le 24 mai 1992 à l'âge de 91 ans.